# Heidi Range
Heidi India Range (født 23. maj 1983 i Liverpool) er en engelsk sangerinde. Hun har siden 2001 været medlem af den engelske pigegruppe Sugababes. Heidi har udgivet seks studiealbum og et opsamlingsalbum med Sugababes.

## Diskografi / Album
- 2002 – Angels with Dirty Faces
- 2003 – Three
- 2005 – Taller in More Ways
- 2006 – Overloaded: The Singles Collection
- 2007 – Change
- 2008 – Catfights and Spotlights
- 2010 – Sweet 7